# فهرست شخصیت‌های باب‌اسفنجی شلوارمکعبی

شخصیت‌های اصلی مجموعه تلویزیونی باب‌اسفنجی شلوارمکعبی. از چپ به راست: گری، پلانکتون، کارن، آقای خرچنگ، سندی، باب اسفنجی، پاتریک ستاره دریایی، اختاپوس هشت‌پا، خانم پاف و پرل.

در این مقاله همهٔ شخصیت‌های مجموعه تلویزیونی باب‌اسفنجی شلوارمکعبی معرفی شده‌است.
باب اسفنجی یک سریال تلویزیونی انیمیشنی آمریکایی محصول شبکه نیکلودئون است که پخش آن از سال ۱۹۹۹ شروع شده و تاکنون ادامه دارد. از جمله سریال‌های کوتاه بوده و دارای طرفداران زیادی است به خاطر استقبال بسیار خوبی که از این کارتون شد، دست‌اندرکاران این مجموعه به فکر تهیه فیلم‌هایی از این شخصیت محبوب کارتونی شدند و اولین فیلم را در سال ۲۰۰۴ روانه بازار کردن که با استقبال خیلی خوبی روبرو شد، سپس دومین فیلم را در سال ۲۰۱۵ روانه بازار کردند و فیلم سوم نیز در اواخر سال ۲۰۲۰ منتشر شد.

## شخصیت‌های اصلی
توجه داشته باشید، این شخصیت‌ها شخصیت‌هایی هستند که در اکثر قسمت‌های سریال حضور دارند یا قسمت‌هایی از سریال به‌طور کامل به آن‌ها اختصاص داده می‌شود.
| شماره | نام شخصیت            | نقش                                                                 | صداپیشه                    | توضیحات مختصر |
| ----- | -------------------- | ------------------------------------------------------------------- | -------------------------- | --- |
| ۱     | باب‌اسفنجی شلوارمکعبی | دوست پاتریک ، اختاپوس، آقای خرچنگ و سندی، شخصیت اصلی                | تام کنی                    | او آشپز رستوران خرچنگ است و به کار خود عشق می‌ورزد. از تفریحات او می‌توان به شکار عروس دریایی و وقت گذرانی با پاتریک و گاهی اختاپوس و دیگر شخصیت‌ها اشاره کرد. |
| ۲     | پاتریک ستاره         | دوست باب اسفنجی                                                     | بیل فیگرباک                | شکار عروس دریایی و تماشای فیلم‌های مرد دریا و پسر صدفی همراه باب اسفنجی تفریحات مورد علاقه وی است. |
| ۳     | اختاپوس هشت‌پا        | همسایه باب اسفنجی و پاتریک                                          | راجر بامپس                 | او دارای شخصیتی کمی خودخواه، بداخلاق و مغرور است و همیشه از آزار و اذیت‌های پاتریک و باب اسفنجی در عذاب است و دل خوشی از آنان ندارد او، نوازنده کلارینت است. |
| ۴     | آقای خرچنگ           | رئیس رستوران خرچنگ                                                  | کلنسی براون                | آقای خرچنگ بسیار خسیس و عاشق پول و مال‌اندوزی است. او حاضر است برای پول بیشتر دست به هر کاری بزند. تنها شخصی که برای او به اندازه پول عزیز است، دخترش پرل است. او همچنین عاشق خانم پاف است و این عشق به خانم پاف در قسمت عشق خرچنگی نشان داده شد                                                                                                 |
| ۵     | پلانکتون و کارن      | موسسان و کارمندان چام باکت، بزرگترین دشمنان آقای خرچنگ و باب اسفنجی | مستر لارنس و جیل تالی      | پلانکتون قصد دزدیدن فرمول همبرگر خرچنگی را دارد. آقای خرچنگ و پلانکتون در گذشته مانند برادر بوده‌اند اما بر حسب یک اتفاق دشمن یکدیگر شدند. کارن نیز همسر پلانکتون است. او در واقع یک کامپیوتر است اما قادر است صحبت کند و اعمال زیادی انجام دهد. و ظرفیتش ۳۴۹۰ گیگابایت حافظه دارد                                                               |
| ۶     | سندی چیکس            | سنجاب باهوش و دوست باب اسفنجی                                       | کارولین لارنس              | او یک سنجاب است که رؤیای او این است که دانشمند شود برای تحقیق به زیر دریا آمده اما با پیدا کردن دوست‌های جدید ماندگار شده‌است. او در یک حباب شیشه ای زندگی می‌کند که در آن اکسیژن دارد. او توسط کارولین لارنس صدا گذاری شده‌است و اولین بار در قسمت چای در خانه درختی ظاهر شد. او دارای یک برادر به نام رندی استکه تنها فرقش با او گل روی کلاهش است |
| ۷     | خانم پاف             | معلم رانندگی باب اسفنجی                                             | مری جو کتلت                | او در تعلیم رانندگی به باب اسفنجی ناتوان است که همین مسئله دردسرهای زیادی برای او ایجاد می‌کند. او یک ماهی بادکنکی است و معلم رانندگی نیز هست.او و اقای خرجنگ به هم علاقه دارند برخلاف طبیعت اصلیشان. |
| ۸     | پرل خرچنگ            | دختر آقای خرچنگ                                                     | لوری آلن                   | او دختر خوانده آقای خرچنگ است که شخصیتی لجباز، لوس و ولخرج و در عین حال ناز دارد. او یک وال است. |
| ۹     | مرد دریا و پسر صدفی  | قهرمانان بیکینی باتم.                                               | ارنست بورگناین و تیم کانوی | ابر قهرمانان بیکی باتم که در برابر اهریمن می‌جنگند. آن‌ها اکنون بسیار پیر و سالخورده هستند. باب اسفنجی و پاتریک به آن‌ها علاقه دارند و فیلم‌هایشان را از تلویزیون می‌بینند. |
| ۱۰    | گری حلزون            | حیوان خانگی باب اسفنجی                                              | تام کنی                    | او یک حلزون است. نمی‌تواند حرف بزند و به جز میو کردن کلامی دیگر ندارد. با این حال برخی از شخصیت‌های سریال مانند باب اسفنجی، قادر به فهمیدن منظور او با توجه به میو میو کردن او هستند و می‌توانند حرف او را بفهمند. |
| ۱۱    | فی فی                | کفگیر و دوست باب اسفنجی                                             | صدا ندارد.                 | باب اسفنجی هرروز با آن همبرگر خرچنگی درست می‌کند. |
| ۱۲    | گردرود               | اجاق هشت شعله رستوران خرچنگ                                         | صدا ندارد.                 | به خاطر اینکه او پیر شده‌است برای روشن کردنش باید ۱ - هندل بزنیم. ۲ - شیرهای گازش را کمی تکان بدهیم؛ و ۳ - قصه مورد علاقه اش را برایش بخوانیم: اجاق کوچولویی که می‌تونست. (بخشی از دیالوگ‌های فیلم سینمایی باب اسفنجی: اسفنج در حال فرار) |
| ۱۳    | بابل بس              | یک ماهی چاق سبز رنگ با ناف فنری و پیرهن نارنجی                      | دی بردلی بیکر              | او یک ماهی چاق حقه باز است او خیارشور دوست دارد و در یک قسمت در هنگام خوردن همبرگر خیارشور هارا زیر زبانش قایم کرد و به دروغ به باب گفت این همبرگر خیارشور ندارد. |

| شماره | نام شخصیت            | نقش                                  | صداپیشه          | توضیحات مختصر |
| ----- | -------------------- | ------------------------------------ | ---------------- | --- |
| ۱     | اهالی بیکینی باتم    | اهالی بیکینی باتم                    | نامعلوم          | ماهی‌های مختلف که معروف ترین‌های شان فرد، فرانک، میبل پیرزن و… |
| ۲     | آقای دودل            | کرم آقای خرچنگ                       | صدا ندارد        | او کرم و حیوان خانگی آقای خرچنگ است او زیاد در خود فیلم نبود حتی در خود خانه آقای خرچنگ هم نیست ولی در چند سکانس کوتاه و برای یک لحظه در دو فصل اول می‌توان او را دید، اولین حضورش هم سفینه سندی بود که برای یک لحظه تو یک سکانس در دست آقای خرچنگ بود ولی از سکانس بعدی ناپدید شد، او در کل فیلم فقط ۳ یا ۴ بار حضور داشت |
| ۳     | پچی دزد دریایی       | رئیس باشگاه هواداران باب اسفنجی.     | تام کنی          | طرفدار پر و پا قرص باب اسفنجی است. پچی دزد دریایی در کالیفرنیا زندگی می کنند. پچی و طوطی اش پاتی معمولاً در ویژه برنامه‌های باب اسفنجی مانند قسمت کریسمس کیست حضور می‌یابند. او آرزو داشت تا باب اسفنجی را از نزدیک ببیند و بالاخره او را در قسمت جشن تولد بزرگ باب اسفنجی دید. بازیگر این شخصیت تام کنی است. این شخصیت تنها شخصیت انسانی این سریال است.اولین حضورش هم در قسمت کریسمس کیست همراه طوطی اش ، پاتی بود.                                                 |
| ۴     | پاتی طوطی            | طوطی پچی                             | استیون هیلنبرگ   | طوطی که در خانه پچی دزد دریایی و با او زندگی می‌کند. او به همراه پچی دزد دریایی معمولاً در ویژه برنامه‌های باب اسفنجی مانند قسمت کریسمس کیست حضور می‌یابند، او همیشه برای پچی دردسر درست می‌کند. اولین حضورش هم در قسمت کریسمس کیست همراه صاحبش، پچی دزد دریایی بود. |
| ۵     | راوی فرانسوی         | غواص                                 | تام کنی          | او با لهجه ضخیم فرانسوی حرف می‌زند. او اولین کسی بود که در تاریخ سریال باب اسفنجی شلوار مکعبی، صحبت کرد. اولین حضورش هم به صورت صدا در اولین قسمت سریال، درخواست کمک بود. |
| ۶     | داچمن پرنده          | یک روح سبز رنگ                       | برایان دویل-موری | او یک شبح یا روح سبز رنگ است. قصد او ترساندن مردم برای تفریح و خنده است و از این کار لذت می‌برد. او در کشتی سبز رنگ زندگی می‌کند و اگر جوراب او پاره شود او می‌میرد. نام او از یک کشتی به همین نام گرفته شده. اولین حضورش هم در قسمت روح دوستمون اختاپوس بود. او اولین بار در یک مجله دیده شد. |
| ۷     | شاه نپتون            | شاه کل هفت دریا                      | جان اوهارلی      | او در فیلم سینمایی فیلم باب‌اسفنجی شلوارمکعبی نیز حضور یافته‌است. همچنین در بعضی از قسمت‌ها مانند فرمانروا نپتون، خرابکاری ترایتون و نیزه دردسر ساز حضور یافته‌است. اولین حضورش هم در قسمت فرمانروا نپتون بود. |
| ۸     | لری                  | شاه‌میگو                              | مستر لارنس       | او معمولاً روزش را به ورزش می‌گذراند. بدنسازی را دوست دارد. اولین حضورش هم در قسمت شلوار پاره پوره بود. |
| ۹     | مادر بزرگ مکعبی عزیز | مادر بزرگ باب اسفنجی                 | نامعلوم          | او بیشتر از هر کسی باب اسفنجی را دوست دارد و برای او شیرینی و غذاهای خوشمزه می‌پزد و گاهی نیز برای او قصه تعریف کرده و لباس می‌بافد. باب اسفنجی اکثراً به علت بوسه‌های مادربزرگش مورد تمسخر قرار می‌گیرد. اولین حضورش هم در قسمت بوسه‌های مادربزرگ بود. |
| ۱۰    | پدر بزرگ مکعبی       | پدر بزرگ باب اسفنجی                  | نامعلوم          | او فقط دو بار در سریال حضور پیدا کرد. قسمت راک باتم و قسمت اسفنجی که می‌توانست پرواز کند. |
| ۱۱    | پرچ پرکینس           | لوتی زرد                             | نامعلوم          | خبرنگار تلویزیون بیکینی باتم می‌باشد. او تابه حال قیافه‌های مختلفی داشته‌است. از قسمت شلوار پاره پوره تا مسابقه بزرگ حلزون یک قیافه داشته و گوینده زنده مسابقات بوده‌است. اما از قسمت یه بار گزیده شده به بعد قیافه اش تغییر می‌کند، رنگش زرد می‌شود و گوینده تلویزیون می‌شود. اما در قسمت‌های جدید رنگش بنفش می‌شود. |
| ۱۲    | عروس دریایی          | حیواناتی در حوالی دشت‌های بیکینی باتم | صدا ندارند.      | باب اسفنجی و پاتریک اوقات فراغت خودرا با شکار آن‌ها سر می‌کنند و از گاهی از آنها نیش می‌خورند. اولین حضورشان هم در قسمت شکار عروس دریایی بود. |
| ۱۳    | پیرمرد جنکینز        | پیرمردی در بیکینی باتم               | جان گگنهابر      | او دارای سن زیاد می‌باشد و اغلب به عنوان نماد سالمندی به کار می‌رود. مزرعه داری را دوست دارد و از زمان بچگی آقای خرچنگ، مشغول به کار است. او هم ۵ قیافه دارد که قیافه‌هایش در قسمت‌های مختلف حضور پیدا کرده‌اند. |
| ۱۴    | اختاپسیوم فنسی سان   | رقیب دبیرستانی اختاپوس               | دی بردلی بیکر    | او شبیه اختاپوس است با این تفاوت که ابروی پیوندی دارد. او به مراتب موفق تر و جذاب تر و پول‌دار تر از اختاپوس است و همین حرص اختاپوس را درمی‌آورد، در یکی از داستان‌های مصور باب اسفنجی او یک موجود فقیر و بی‌چیز شد و اختاپوس او را به خانه اش برد و او را مورد تحقیر و تمسخر قرار داد، اما در نهایت معلوم شد که او به اختاپوس دروغ ۱۳ گفته‌است و هنوز پولدار است و به باب اسفنجی و پاتریک شکلات می‌دهد. اولین حضورش در قسمت معروف "یه گروه تشکیل دادم پر ازاحمق"، بود. |
| ۱۵    | من ری اهریمنی        | دشمن مرد دریا و پسر صدفی             | نامعلوم          | نقش منفی سریال است که بر زد پسر صدفی و مرمیدمن است. دارای اشعه نابود کننده (مرد اشعه ای). اولین حضورش هم در قسمت مرمیدمن و پسر صدفی ۳ بود. |
| ۱۶    | حباب کثیف            | دشمن مرمیدمن و پسر صدفی              | نامعلوم          | نقش منفی سریال و دشمن مرمیدمن و پسر صدفی است. او گاهی برای اعمال اهریمنی با من ری و دیگر تبهکاران همکاری می‌کند. اولین حضورش هم در قسمت مرمیدمن و پسر صدفی ۲ بود. |
| ۱۷    | خانم پلانکتون        | مادر بزرگ پلانکتون                   | نامعلوم          | او مثل پلانکتون سال هاست آرزو دارد که فرمول سری همبرگر خرچنگی را به دست آورد و بر دنیا حکومت کند، اما علاقه ای به همکاری با پلانکتون ندارد. |
| ۱۸    | تام اسفنجی           | آشپز سابق رستوران خرچنگ              | نامعلوم          | او مدتی کوتاه وقتی که باب اسفنجی به علت خراب شدن ساعتش (ساعت باشکوه شیپوری ۷۴۰ بیدارم کن) نمی‌توانست به موقع بیدار شود آشپز رستوران خرچنگ بود. اولین و آخرین حضورش هم در قسمت ساعت زنگی خراب بود. |
| ۱۹    | جیم                  | آشپز سابق رستوران خرچنگ              | صدا ندارد.       | او قبل از باب اسفنجی در رستوران خرچنگ کار می‌کرد و در تنها در مینی فیلم باب اسفنجی و ۱۱۷ مین سالگرد تأسیس رستوران خرچنگ ظاهر شد. اولین حضورش هم در قسمت سرخ کن اصلی بود و آخرین حضورش هم در قسمت مکعب یا حقیقت بوده‌است. |
| ۲۰    |                      | مادر زن پلانکتون و مادر کارن         | نامعلوم          | او فقط در یک قسمت از باب اسفنجی حضور پیدا کرد. و اولین حضورش هم در قسمت Single Cell Aniversary بود. |
| ۲۱    | جیپ                  | پسر کامپیوتری پلانکتون و کارن        | سایرینا ایروین   | او در یک بانک به عنوان عابر بانک کار می‌کند. اولین و آخرین حضورش هم در قسمت پسر کارن بود. |
| ۲۲    | استنلی               | پسر عموی باب اسفنجی                  | نامعلوم          | او بچه عمو شرم، برادر زادهٔ پدر و مادر باب و پسر عموی باب، بلک جک و تاد شلوار مکعبی است. اولین و آخرین حضورش در قسمت استنلی شلوار مکعبی |
| ۲۳    | نیک فیش‌کینز          | معامله‌گر املاک                       | نامعلوم          | او تنها یک بار و در قسمت فروخته شد ظاهر شد. تبلیغ او از تلویزیون پخش می‌شود که باب اسفنجی و پاتریک بعد از دیدن تبلیغ او دچار سوء تفاهم می‌شوند و خانه‌هایشان را رها می‌کنند. |

## شخصیت‌های فیلم‌ها
| شماره | نام           | نقش                                                 | توضیحات مختصر                                                                              |
| ----- | ------------- | --------------------------------------------------- | ------------------------------------------------------------------------------------------ |
| ۱     | شاهزاده میندی | دختر شاه نپتون                                      | او در فیلم باب‌اسفنجی شلوارمکعبی با صداپیشگی اسکارلت جوهانسون حضور پیدا کرد.                |
| ۲     | دنیس          | آدم‌کش پلانکتون                                      | او در فیلم باب‌اسفنجی شلوارمکعبی با صداپیشگی الک بالدوین حضور پیدا کرد.                     |
| ۳     | بابلز         | یک دلفین و محافظ سابق کهکشان                        | او در فیلم باب‌اسفنجی: اسفنج بیرون از آب با صداپیشگی جف بنیت و مت بری حضور پیدا کرد.        |
| ۴     | سایپکلاس      | مغازه دار و درست کننده اسباب بازی از موجودات دریایی | او در فیلم باب‌اسفنجی شلوارمکعبی با صداپیشگی نیل روس و با بازیگری آرون هندری حضور پیدا کرد. |
| ۵     | ریش برگر      | رستوران دار و یک دزد دریایی                         | او در فیلم باب‌اسفنجی: اسفنج بیرون از آب با بازیگری آنتونیو باندراس حضور پیدا کرد.          |
| ۶     | پوسایدن       | شاه هفت دریا و نقش منفی فیلم                        | او در فیلم باب‌اسفنجی: اسفنج در حال فرار با صداپیشگی مت بری حضور پیدا کرد.                  |
| ۷     | اتو           | مالک رستوران خودکار و راننده                        | او در فیلم باب‌اسفنجی: اسفنج در حال فرار با صداپیشگی آکوافینا حضور پیدا کرد.                |
| ۸     | اسنوپ داگ     | خودش                                                | او در فیلم باب‌اسفنجی: اسفنج در حال فرار با بازیگری خودش حضور پیدا کرد.                     |
| ۹     | ال دیابلو     | ارباب زامبی‌های دزد دریایی و گاوچران                 | او در فیلم باب‌اسفنجی: اسفنج در حال فرار با بازیگری دنی ترخو حضور پیدا کرد.                 |
| ۱۰    | سیج           | یک بوته خار حکیم                                    | او در فیلم باب‌اسفنجی: اسفنج در حال فرار با بازیگری کیانو ریوز حضور پیدا کرد.               |
| ۱۱    | صدر اعظم      | صدر اعظم و مشاور شاه پوسایدن                        | او در فیلم باب‌اسفنجی: اسفنج در حال فرار با صداپیشگی رجی واتس حضور پیدا کرد.                |
| ۱۲    | لمونت         | اعدام کننده برنامه اتاق آبی (اعدام)                 | او در فیلم باب‌اسفنجی: اسفنج در حال فرار حضور پیدا کرد.                                     |
| ۱۳    | پی فی         | کفگیر پاتریک ستاره                                  | او فقط در یک قسمت که دفترچه خاطرات خصوصی باب اسفنجی خوانده شد در سریال حضور داشت.          |